# Hendrik van Streek

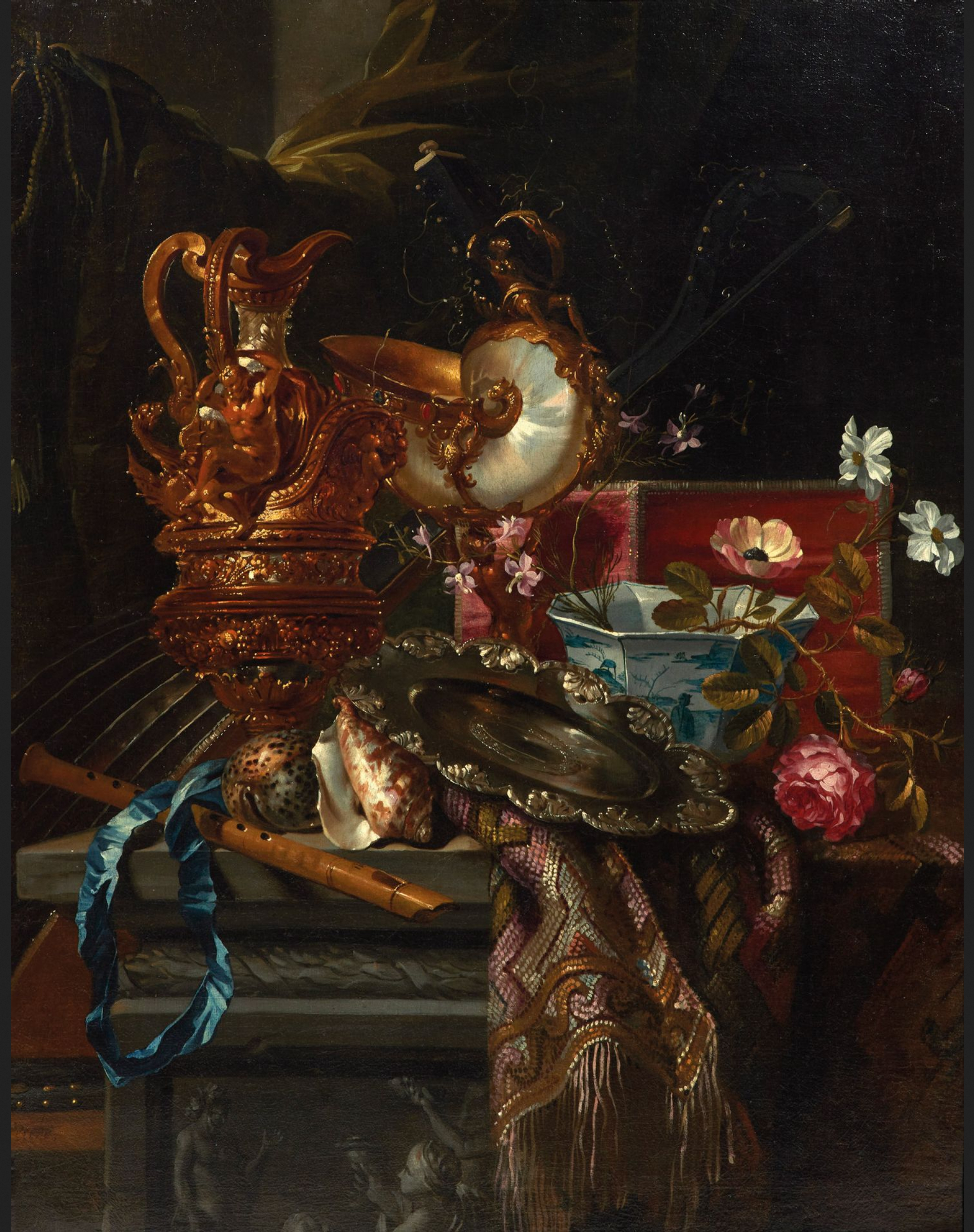
Pronkstilleven (Hendrik van Streek)

Hendrik van Streek (Amsterdam, 11 april 1659 – aldaar, begraven op 19 december 1720) was een Noord-Nederlandse kunstenaar, actief als kunstschilder en beeldhouwer. Hij specialiseerde zich in landschappen, stillevens en kerkinterieurs.
Van Streek was de zoon van kunstschilder Juriaan van Streek (1632-1687) en Grietje Claesdr. Klock (1634-1680). In 1683 trouwde hij met Maria van Hockom (ca. 1683-1753). Zij kregen een zoon, Coenraat van Streek, die later eveneens beeldhouwer werd.
Hendrik ontving zijn eerste tekenlessen van zijn vader en vervolgde zijn opleiding bij beeldhouwer Willem van der Hoeven. Rond 1688 werd hij leerling van de bekende schilder Emanuel de Witte, wiens specialiteit, kerkinterieurs, een grote invloed had op Hendriks eigen werk. Van Streek was voornamelijk actief in Amsterdam van 1674 tot aan zijn overlijden in 1720. Zijn stillevens, vaak in de stijl van zijn vader, en zijn kerkinterieurs, beïnvloed door De Witte, getuigen van zijn veelzijdigheid en vakmanschap.
- Biografisch Portaal: 12495416
- RKD-Nederlands Instituut voor Kunstgeschiedenis: 75694
- Union List of Artist Names: 500009844
- Virtual International Authority File: 95741072
- WorldCat: E39PBJtRMHRH78WDCXHd3v8DMP